# Phân rã beta
| - Không (đồng vị bền) - Phân rã beta - Phát xạ proton | - Phát xạ neutron - Phân rã alpha - Phân hạch tự phát |

- Phát xạ positron hoặc bắt giữ electron

Trong vật lý hạt nhân, phân rã beta (phân rã β) là một kiểu phân rã phóng xạ, trong đó hạt nhân nguyên tử phát ra hạt beta (electron hoặc positron).
Trong trường hợp sinh ra electron thì được gọi là phân rã beta âm hay beta trừ (β⁻
), trường hợp còn lại thì gọi là beta cộng (β+
). Nếu phát ra hạt electron, một antineutrino electron cũng được sinh ra, trong khi nếu phát ra positron thì đi kèm là neutrino electron.

## Phân rã β-
Khi phân rã β⁻
, tương tác yếu chuyển một neutron (n) thành một proton (p) trong khi phát ra một electron (e⁻
) và một antineutrino electron (ν
e):
{\displaystyle n\rightarrow p+e^{-}+{\bar {\nu _{e}}}}
Ở mức cơ bản (như miêu tả trong biểu đồ Feynman bên dưới), là do sự biến đổi một quark xuống thành quark lên bằng cách phát ra một W⁻
 boson; W⁻
 thường phân rã thành một electron và một antineutrino electron.

Phân rã β⁻ trong một hạt nhân nguyên tử phát ra một W⁻ boson trung gian.
Biểu đồ Feynman đối với phân rã β⁻
 biến 1 neutron thành 1 proton, electron, và antineutrino electron qua 1 W⁻
 boson trung gian.

Phân rã β⁻
 nhìn chung thường gặp ở những hạt nhân giàu neutron.

## Phân rãβ+
Khi phân rã β+
, năng lượng được sử dụng để biến đổi 1 proton thành 1 neutron, đồng thời phát ra 1 positron (e+
) và 1 electron neutrino (ν
e):
| energy | + | p | → | n | + | e+ | + | ν e |
Vì vậy, khác với phân rã β⁻
, phân rã β+
 không thể xuất hiện một cách độc lập do nó cần có năng lượng, khối lượng của neutron nặng hơn khối lượng của proton. Phân rã β+
 chỉ có thể xảy ra bên trong hạt nhân khi mà trị số năng lượng liên kết của các hạt nhân mẹ nhỏ hơn năng lượng liên kết của hạt nhân con. Điểm khác biệt giữa các mức năng lượng này tạo ra phản ứng biến đổi 1 proton thành 1 neutron, 1 positron và 1 neutrino, và thành động năng của các hạt này.

## Phân rã beta kép
Phân rã beta kép là loại phân rã phóng xạ trong đó hai proton được đồng thời biến thành hai neutron, hoặc ngược lại, bên trong hạt nhân nguyên tử. Như trong phân rã beta duy nhất, quá trình này cho phép các nguyên tử chuyển về gần hơn với tỷ lệ tối ưu của các proton và neutron. Kết quả của chuyển đổi này là các hạt nhân phát ra hai hạt beta có thể dò được, là electron hoặc positron.